# Kalflack
Die Kalflack ist ein Nebenfluss des Rheins in der nordrhein-westfälischen Region Niederrhein. Der Fluss entwässert ein Gebiet von knapp 23 000 ha (= 230 km²).

## Geografie
Die Kalflack beginnt etwa zwischen Sonsbeck und Alpen im Kreis Wesel, am nördlichen Rand des Höhenzuges Bönninghardt, und heißt dort zunächst Hohe Ley. Von hier aus fließt die Hohe Ley an Marienbaum und Appeldorn vorbei Richtung Kalkar, wobei auch das Gemeindegebiet von Uedem am Rande noch tangiert wird. Etwas südwestlich von Appeldorn bzw. nordwestlich von Kehrum mündet von rechts die Boetzelaersche Ley. Ab diesem Zusammenfluss trägt das Gewässer den Namen Leybach.
Etwas südlich des Stadtkerns von Kalkar teilt sich der Leybach in zwei Arme, wovon der östliche weiterhin Leybach heißt und der andere als Stadtgraben die Innenstadt von Kalkar westlich umfließt. Nördlich der Kalkarer Stadtmitte fließen beide Arme wieder zusammen und tragen ab hier den Namen Kalflack.
Nördlich von Kalkar verläuft die Kalflack zunächst zwischen Wissel und Till, dann zwischen Bylerward und Huisberden sowie zwischen Emmericher Eyland und Warbeyen, wo sie am Hurendeich ein Pumpwerk durchläuft, das mit einer Fischtreppe versehen ist. Etwa 1 km nördlich davon mündet die Kalflack schließlich gegenüber Emmerich in den Rhein.

## Landschaft
Die Kalflack verläuft durch das Bett eines früheren Rheinarms, der in früheren Jahrhunderten bis Kalkar schiffbar war. Das Flüsschen hat den ursprünglich mäandrierenden Verlauf des Altrheinarms größtenteils beibehalten. Die wasserwirtschaftliche Verwaltung der Kalflack liegt beim Deichverband Xanten-Kleve.
Ab Kalkar und nördlich davon befinden sich mehrere Brücken über die Kalflack in Kalkar selbst, bei Till, bei Huisberden und bei Emmericher Eyland. Auch beim Kalflack-Pumpwerk am Hurendeich kurz vor der Mündung in den Rhein lässt sich das Gewässer über den dort kreuzenden Rheindeich überqueren.
Das Flüsschen wird nur extensiv befischt durch Sportfischer und Angelsportvereinigungen, wobei auch Aal gefangen wird. Weitere Fischarten sind Schleie, Rotauge, Rotfeder und Zander. Das Gewässer ist ab Marienbaum flussabwärts theoretisch mit Kanus befahrbar, wobei man aber wohl mit einzelnen Hindernissen wie kleinen Wehren und Gitterrosten gegen Treibholz rechnen muss.
Die Ufer des Flüsschens sind nördlich von Kalkar größtenteils nicht öffentlich zugänglich, weil sie seit November 2000 über eine Länge von 9 km als Fauna-Flora-Habitat (FFH) unter Naturschutzbestimmungen fallen. Im Winter lassen sich dort Eisvögel beobachten, während die Äcker und das Weideland am Ufer wilden Schwänen und arktischen Gänsen als Überwinterungsgebiet dienen.

## Die Kalflack als Kommunal- und Poldergrenze
Die Kalflack markiert über eine größere Strecke, von Till bis an Emmericher Eyland vorbei, die Kommunalgrenze zwischen der Stadt Kalkar und der Gemeinde Bedburg-Hau. Das zu Kalkar gehörende Poldergebiet Bylerward im Dreieck zwischen Grieth, Wissel und Huisberden wird an seiner Westseite von der Kalflack umflossen. In diesem landwirtschaftlich geprägten Gebiet wurden die Gehöfte früher auf Warften gebaut, weil der Rhein im Winter weiträumig über die Ufer treten konnte. Seit der Einpolderung werden Flora und Fauna des Flüsschens nicht mehr durch große Wasserstandsveränderungen beeinflusst.
Seitens der nordrhein-westfälischen Landesregierung gab es vor einigen Jahren Planungen, den Polder Bylerward in einen Hochwasserschutzpolder zum Auffangen eventueller Rheinhochwasser umzuwandeln. Proteste der örtlichen Bevölkerung, insbesondere der teilweise schon seit Generationen dort bestehenden Agrarbetriebe, die jahrzehntelang für den Unterhalt des verstärkten Rheindeichs mitbezahlt hatten, haben dies bisher verhindert.

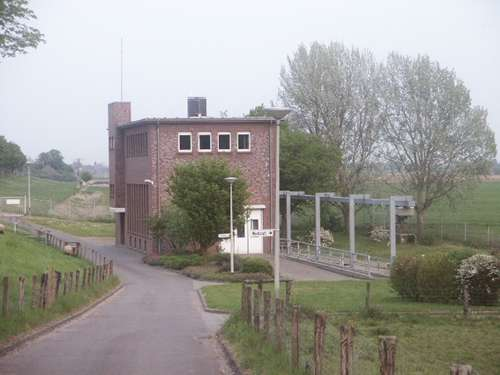
Kalflack-Pumpwerk bei Emmericher Eyland
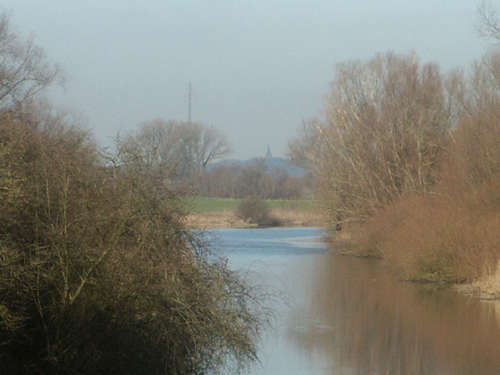
Die Kalflack bei Emmericher Eyland
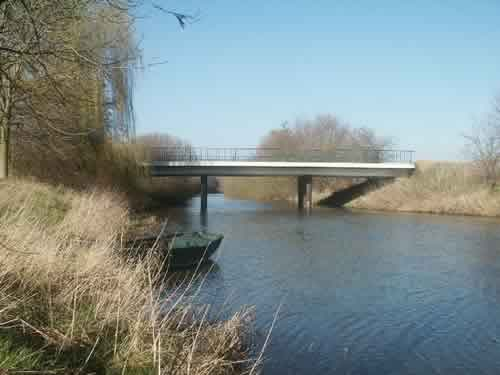
Kalflack bei Huisberden
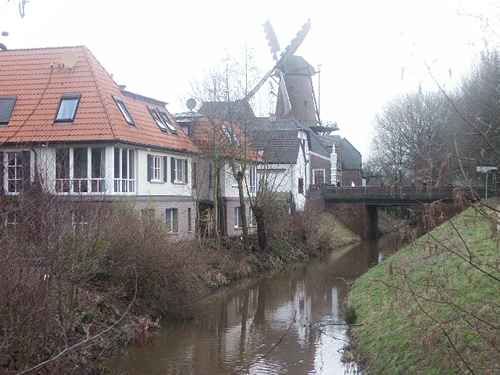
Kalkar, Leybach mit Windmühle
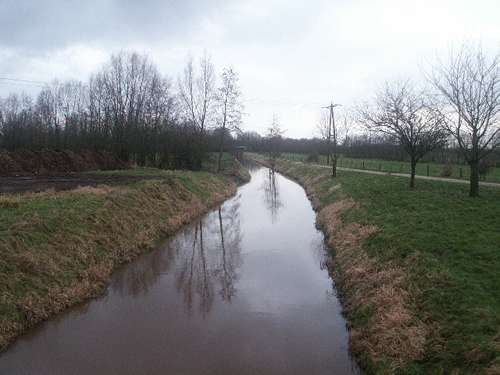
Leybach südlich von Kalkar

## Trivia
Der Name des Flusses wird auch oft als „Kalflak“ geschrieben und ist in dieser Form ein sogenanntes Palindrom (Kehrwort).